# Riacho Colón (islas Malvinas)
El ríacho Colón es pequeño curso de agua ubicado al noroeste de la isla Soledad, que nace en la zona del Rincón de los Tres Picos, y desemboca en el centro de la bahía del Medio, al oeste de la laguna Paloma.
También se halla al norte del asentamiento de Puerto San Carlos, y demás escenarios de la batalla de San Carlos ocurrida luego del desembarco británico durante la guerra de las Malvinas de 1982. 
Este riacho fluye hacia el noroeste y se halla en el archipiélago de las islas Malvinas, que según la Organización de las Naciones Unidas (ONU), están en litigio de soberanía entre el Reino Unido, quien la administra como parte del territorio británico de ultramar de las Malvinas, y la Argentina, quien reclama su devolución, y la integra en el departamento Islas del Atlántico Sur de la provincia de Tierra del Fuego, Antártida e Islas del Atlántico Sur.